# چیرگی طالبان بر زرنج
چیرگی طالبان بر زرنج یا فتح زرنج، مرکز استان نیمروز، در ۶ اوت ۲۰۲۱ رخ داد. طالبان به شهر حمله کردند و ریاست امنیت ملی و نیروهای امنیتی چند ساعت پیش از ورود طالبان از شهر عقب‌نشینی کرده و جبهه نبرد را به ولسوالی چهار برجک کشاندند. مقامات محلی از دولت درخواست کمک کرده بودند اما پاسخی دریافت نکردند. زرنج نخستین مرکز ولایتی بود که طالبان در هجوم طالبان (۱۴۰۰) به تصرف خود درآورد.
این پیروزی انگیزهٔ ستیزه‌جویان طالبان را افزایش داد، چرا که این نخستین مرکز استانی بود که در هجوم طالبان (۱۴۰۰) به تصرف درآمده بود و نخستین شهری است که از زمان تصرف قندوز در سال ۲۰۱۶ به‌طور کوتاه تصرف شد، در حقیقت یک پیروزی نمادین و امید آفرین به‌شمار می‌رود. از آن‌جا که این شهر فاصلهٔ بسیار نزدیکی به یک ایست بازرسی مرزی دارد و اهمیت آن برای بازرگانی افغانستان و ایران، بسیار است. همچنین یک گذرگاه راهبردی بشمار می‌آید.

## پس‌زمینه
زرنج قبل از هجوم حداقل حضور دولتی داشت و هرگز هدف عملیات نظامی بین‌المللی نبوده‌است. به دلیل نبود امنیت، مرکز مهاجران و قاچاق مهاجران افغانستان با آدم‌ربایی‌ های مکرر بود. دولت در زرنج در سال ۲۰۱۷ قدرت چندانی نداشت و در پیرامون و حومه شهر هیچ حضوری نداشت. همزمان با خروج اکثر سربازان ایالات متحده از افغانستان، طالبان شدت حملات خود را در افغانستان افزایش داده و دست کم ۵۰ ولسوالی را در ماه مه و ژوئن ۲۰۲۱ به تصرف خود درآوردند. آن‌ها را به محض خروج نیروهای خارجی تسخیر می‌کرد. در ولایت نیمروز، ولسوالی چخانسور و ولسوالی دلارام نزدیک به قدرت قبلی طالبان در ولسوالی خاشرود تصرف شد.
رهبران محلی بیش از یک هفته بود که تقاضای نیروهای کمکی کردند اما بی پاسخ ماند و در شب حمله طالبان به ادعای خبرگزاری طلوع نیوز نیروی کمکی شامل کماندوها وارد زرنج شدند اما نیروی درکار نبود. والی ولایت نیمروز ژنرال عبدالکریم براهوی به همراه اطرافیان و محافظان خود به ولسوالی چهاربرجک عقب نشینی کرد. لشکر ارتش مسئول دفاع از منطقه، نیروهای اردوی ۲۱۵ ارتش ملی افغانستان، تصمیم گرفت تمرکز خود را بر دفاع از لشکرگاه ، مرکز ولایت هلمند متمرکز کند.

## روایت نبرد
طالبان قبل از حمله به شهر زرنج به ولسوالی کنگ یورش بردن و با کشته شدن ۳۰ نفر از نیروهای امنیتی توسط طالبان سقوط کرد طالبان همان شب قصد حمله به مرکز نیمروز را داشتند که بر طبق گزارش کذب طلوع نیوز ده‌ها کماندو به این شهر آمدند . هنگامی که طالبان حوالی ساعت ۲ بعد از ظهر در ۶ اوت به شهر رسیدند، ایستادگی در برابر یورش طالبان وجود نداشت. اکثر نیروهای مسلح محلی و سران نظامی گریخته بودند. والی ولایت نیمروز حاجی‌کریم براهوی که با اطرافیان و تعداد معدودی از محافظان خود تنها مانده بود  جهت تجدید قوا به ولسوالی چهاربرجک عقب نشینی کرد، ولی از قوای امدادی مرکز خبری نشد.بعد از گذشت یک روز ولسوالی چهاربرجک و بند کمال خان هم بدون درگیری سقوط کرد.این نبرد توسط دفتر فرمانداری و پلیس محلی و ستاد اطلاعاتی متمرکز شد. فقط ریاست امنیت ملی و نیروهای آن با طالبان مبارزه کردند، نیروی هوایی افغانستان با انداختن دو بمب یکی در فرماندهی پلیس و دیگری در ریگستان داکو به جنگ پایان داد و اعلام کرد که در اثر همان حملات هوایی به تجمع طالبان ۱۴ نفر از جمله عبدالخالق والی انتخابی طالبان در ولایت نیمروز را کشته است که بعداً توسط منابع محلی تکذیب شد.